# Michele La Rosa
Michele La Rosa (* 27. April 1980) ist ein italienischer Automobilrennfahrer, Rennstallbesitzer und Unternehmer.

## Karriere
La Rosa begann seine Motorsportkarriere 2011 in der Auto GP. Für Ombra Racing nahm er am letzten Rennwochenende teil. Anschließend gab La Rosa bekannt, zur Saison 2012 mit einem eigenen Rennstall, MLR71 Racing Team, in die Auto GP World Series einzusteigen. Nachdem La Rosa für seinen Rennstall im Winter 2011/2012 an mehreren Testfahrten teilgenommen hatte, trat er in der Saison 2012 als Rennfahrer für sein eigenes Team an. Sergio Campana und Giacomo Ricci teilten sich das andere Fahrzeug. La Rosa fuhr dreimal in die Punkte und ein neunter Platz war sein bestes Resultat, während Campana ein Rennen gewann. La Rosa schloss die Saison auf dem 22. Platz ab. Darüber hinaus nahm La Rosa 2012 an der BOSS GP, einer Rennserie, in der Fahrzeuge eingesetzt werden, die in ihren ursprünglichen Rennserien nicht mehr verwendet werden, teil. Dort wurde er mit fünf Podest-Platzierungen Gesamtfünfter. 2013 bestritt La Rosa eine weitere Auto-GP-Saison für seinen Rennstall. In der Gesamtwertung verbesserte er sich auf den 20. Platz.

## Karrierestationen
- 2011: Auto GP
- 2012: Auto GP (Platz 22)
- 2012: BOSS GP (Platz 5)
- 2013: Auto GP (Platz 20)